# Archaeopteryx
L'archeotterige, o archeopterige, (Archaeopteryx, dal greco ἀρχαῖος, archàios, "antico", e πτέρυξ, ptéryx, "piuma" o "ala"; AFI: /arkeotˈtɛriʤe/) è un genere estinto di dinosauro simile ad un uccello, una forma transitoria tra i dinosauri piumati non-aviari e i moderni uccelli. Nonostante sia sempre stato considerato, sin dalla fine del XIX secolo, il più antico uccello conosciuto (membro della classe Aves), negli ultimi anni sono stati scoperti nuovi animali ben più antichi di Archaeopteryx, che come lui potrebbero rappresentare una congiunzione tra dinosauri e uccelli: essi comprendono i generi Anchiornis, Xiaotingia e Aurornis.
L'archeotterige visse nel Giurassico superiore, circa 150,8-148,5 milioni di anni fa (Titoniano), nell'attuale Germania meridionale. In quel periodo l'Europa era composta da un arcipelago di isole tropicali circondate da un mare caldo poco profondo, posto molto più vicino all'equatore rispetto a dove si trova ora. Con la corporatura di una gazza e con individui che potevano arrivare alle dimensioni di un corvo, Archaeopteryx poteva arrivare a una lunghezza massima di circa 0,50 metri. Nonostante le dimensioni ridotte, le ampie ali, e la capacità di volare o planare, questo animale somigliava di più ai piccoli dinosauri mesozoici che a un uccello moderno. Infatti condivideva molte caratteristiche con i deinonicosauri (in particolare dromeosauri e troodontidi) tra le quali: la presenza di denti nel becco, tre dita artigliate per zampa, una lunga coda ossea, le penne (che suggeriscono una possibile omeotermia) e varie caratteristiche dello scheletro.
L'animale fu nominato per la prima volta nel 1861, sulla base di una piuma fossile. In quello stesso anno, fu scoperto il primo esemplare completo. Nel corso degli anni, furono ritrovati ben dieci fossili di Archaeopteryx che a detta degli esperti rappresenterebbero i diversi stadi di età di una singola specie, anche se questa ipotesi è ancora dibattuta.
La maggior parte di questi undici fossili posseggono l'impressione delle piume dell'animale. Le penne di Archaeopteryx risultano molto avanzate ed evolute (remiganti), ciò prova che l'evoluzione delle piume iniziò ben prima del Giurassico superiore. L'olotipo di Archaeopteryx fu scoperto appena due anni dopo la pubblicazione del libro di Charles Darwin, L'origine delle specie; da allora l'archeotterige rappresenta la prova perfetta dell'evoluzione confermando l'ipotesi del noto naturalista.
Nel marzo del 2018, gli studiosi conclusero che Archaeopteryx era probabilmente in grado di volare, ma in modo sostanzialmente diverso da quello degli uccelli moderni.

## Descrizione

Le dimensioni di otto fossili di archeotterige a confronto con un umano. L'esemplare di Haarlem (rosso scuro) è oggi riferito al genere Ostromia

Archaeopteryx visse durante i primi del Titoniano, durante il Periodo Giurassico, circa 150 -148 milioni di anni fa. La maggior parte degli esemplari furono scoperti nei depositi di calcare di Solnhofen, in Baviera, formazione nota soprattutto per l'incredibile stato di conservazione dei fossili.
Archaeopteryx raggiungeva le dimensioni di un corvo; con ampie ali arrotondate alle estremità e una lunga coda ossea da teropode. Dalla punta del becco alla fine della coda piumata, l'intero animale poteva arrivare ad una lunghezza di 35 centimetri e avere un peso complessivo di 0,8 a 1 kg. Le piume di Archaeopteryx erano strutturate in maniera molto simile a quelle dei moderni uccelli. Nonostante le innumerevoli caratteristiche da uccello, l'archeotterige possedeva molti tratti da dinosauro carnivoro, come la presenza di denti nel becco, e una lunga coda che probabilmente veniva usata come bilanciere per il corpo, quando l'animale si spostava a terra.
Visti e considerati tutti questi caratteri condivisi tra dinosauri e uccelli, si è sempre pensato che Archaeopteryx fosse una forma di transizione tra i due. Nel 1970, John Ostrom, sostenne che tutti gli uccelli attuali discendano dai dinosauri teropodi e che l'archeotterige fosse il perfetto "anello mancante" tra le due classi; le varie caratteristiche condivise facevano ulteriormente supporre che l'ipotesi di Ostrom fosse corretta; in particolare, Ostrom suppose che l'animale fosse in qualche modo imparentato con alcuni membri della famiglia dei Dromaeosauridae.
I primi resti fossili di Archaeopteryx furono ritrovati nel 1861. Le ricerche e gli scavi effettuati nel Gobi e in Cina hanno portato alla luce nuovi resti fossili di dinosauri-uccello e dinosauri piumati, fornendo un ulteriore legame tra questi ultimi e l'archeotterige. Quest'ultimo è ritenuto essere molto vicino agli antenati degli uccelli moderni, mostrando molte caratteristiche che ci si aspetterebbe da un uccello ancestrale. Forse Archaeopteryx non è il vero antenato diretto dei moderni uccelli, ma secondo alcuni studiosi potrebbe rappresentare un ramo evolutivo convergente.

### Scheletro

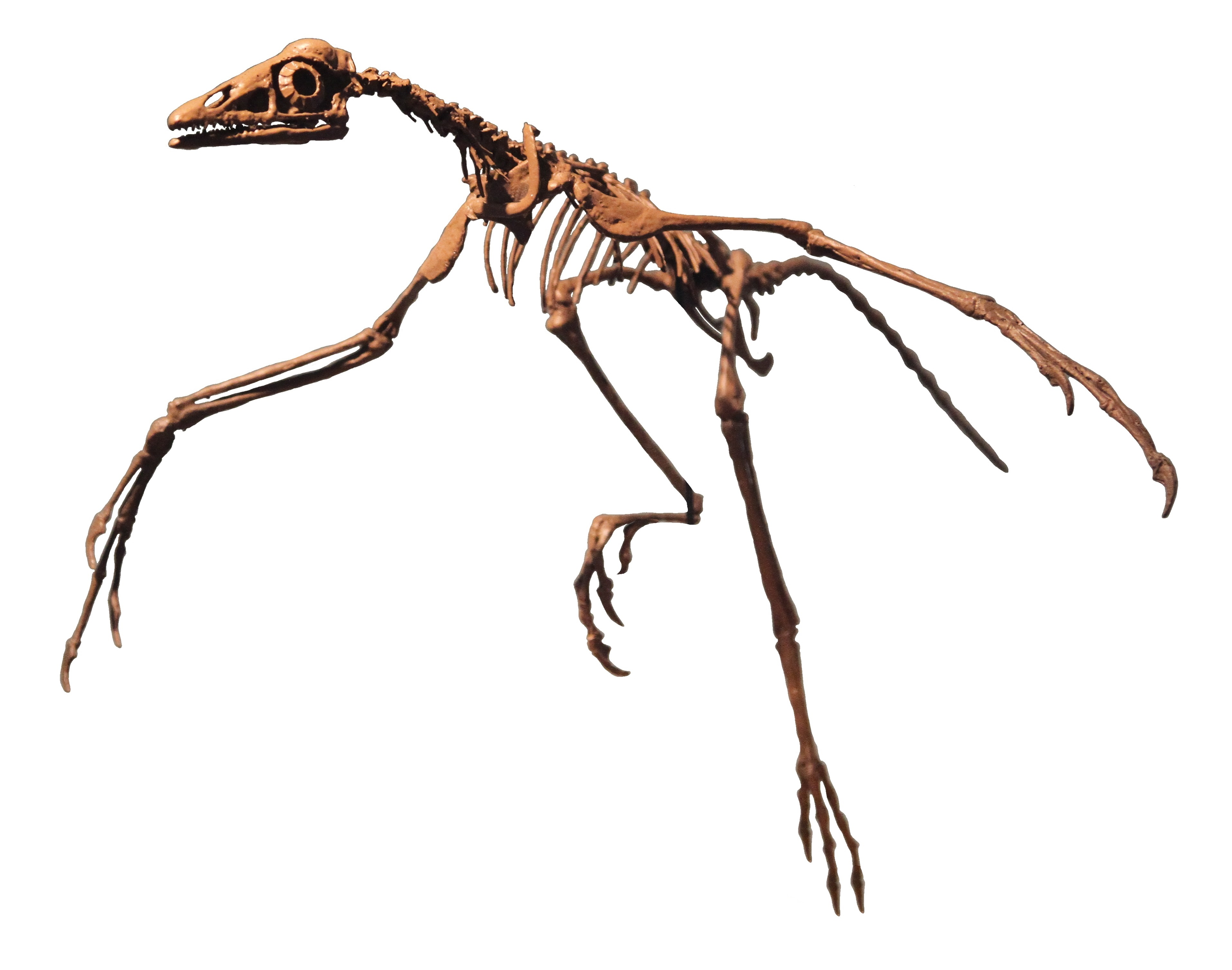
Ricostruzione dello scheletro

Lo scheletro di Archaeopteryx si presenta molto più simile a quello di piccoli dinosauri coevi, ossia viventi nello stesso periodo, e nella fattispecie i Dromaeosauridae ed i Troodontidae che a quello degli uccelli moderni. La somiglianza, sul piano osteologico-morfologico, con questi piccoli dinosauri è tale che un fossile di Archaeopteryx rinvenuto incompleto e senza evidente conservazione delle piume, fu identificato come un esemplare di Compsognathus da un collezionista amatoriale, prima di essere riconosciuto come un uccello fossile. Studi dei primi anni del ventunesimo secolo dimostrano come il più recente progenitore comune di uccelli ed altri dinosauri può essere ricercato presso l'enigmatico gruppo degli Alvarezsauridae. Esso, lungo 30–60 cm (più o meno come un corvo), ha tra i caratteri rettiliani una lunga coda sostenuta da vertebre, la zampa anteriore - ala con tre dita separate e dotate di artigli, mascelle provviste di numerosi denti.
Alcuni caratteri "da uccello" (ma già presenti nei dromeosauri) sono le ossa leggere, i grandi occhi (rispetto al cranio) e la scatola cranica molto più leggera di quella dei dinosauri. Il ritrovamento del 10º esemplare, eccezionalmente ben conservato, ha consentito di osservare alcune caratteristiche, soprattutto del palato e delle ossa degli arti inferiori, che si trovano in uno stadio evolutivo intermedio tra lo stato rettiliano (dinosauri teropodi) e quello degli uccelli moderni. Recenti studi circa la struttura ossea dell'Archaeopteryx mostrano come la struttura dell'osso in questa specie sia del tutto simile a quella dei grandi dinosauri, ovvero quasi priva di vascolarizzazione e di crescita lentissima (negli uccelli attuali l'osso è invece a crescita molto rapida).

### Piumaggio

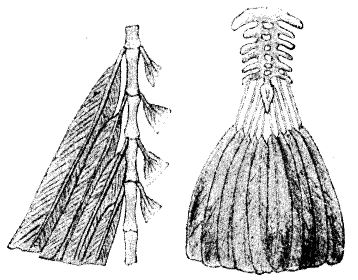
Comparazione tra l'attaccatura delle piume della coda d'un archeotterige (sinistra) e quello di un uccello moderno (destra).

I fossili di Archaeopteryx mostrano che l'animale possedeva penne molto sviluppate ed evolute, simili a quelle dei moderni uccelli. Le penne delle ali erano marcatamente asimmetriche e mostravano una struttura simile a quella degli uccelli odierni; possedevano, infatti, un vessillo molto pronunciato e provvisto di barbula. Le piume della coda erano invece meno asimmetriche, similmente a quelle degli uccelli odierni. Il pollice, tuttavia, non era ancora mutato in un'alula.
Al contrario delle ali e della coda, il piumaggio del corpo non è molto ben documentato e si è potuto studiarlo solo nell'esemplare di Berlino. Nonostante si sia potuto ipotizzare il piumaggio del corpo a partire dall'esemplare di Berlino, alcuni studiosi pensano che tale piumaggio non fosse unico per tutte le specie di Archaeopteryx. Nel campione di Berlino, l'animale presenta una sorta di "pantaloni" di piume, che ricoprivano le gambe dell'animale; alcune di queste penne hanno una struttura di base scomposta (mancante cioè di barba come nei ratiti). Tuttavia, queste penne erano in grado di supportare il volo.
Lungo la schiena erano presenti delle piume pennacee; questa caratteristica è molto simile alle piume di contorno del corpo dei moderni uccelli. A parte ciò, le tracce di piume del corpo presenti nel campione di Berlino fanno pensare a un piumaggio filamentoso e piumoso (lo stesso che posseggono gli uccelli attuali sotto il primo strato di piume), non dissimile da quello ritrovato nel dinosauro Sinosauropteryx, apparendo più come una pelliccia di piume, in vita. Tali strutture sono state ritrovate in quasi tutto il corpo, soprattutto alla base del collo.
Non sono state ritrovate penne ornamentali o piume di alcun genere nella parte superiore del collo e sulla testa. Mentre alcuni paleontologi pensano che ciò sia dovuto al fatto che l'archeotterige in vita avesse la testa glabra (come i moderni avvoltoi), la maggior parte dei paleontologi è più propensa verso un'altra teoria: la maggior parte dei fossili di Archaeopteryx sono stati ritrovati in sedimenti marini dove il corpo veniva trasportato dalla corrente (ciò è anche confermato dallo stato rilassato dei muscoli e dei nervi). Si pensa, quindi, che la lunga permanenza in ambienti stagnanti e acquatici abbia ammorbidito la pelle facendo staccare lo strato primario delle piume pi piccole e lasciato intatto lo strato di piume più lunghe delle ali e della coda che hanno un attaccamento più robusto.

### Colorazione

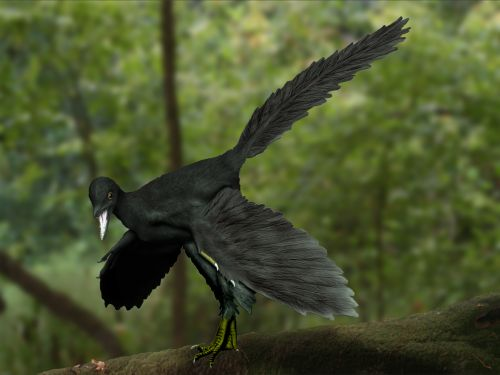
Ipotetica ricostruzione artistica di Archaeopteryx lithographica; il colore nero è basato sugli studi di Ryan Carney.

Nel 2011, Ryan Carney e i suoi colleghi eseguirono il primo studio sul colore che dovevano avere le piume dell'Archaeopteryx in vita. Utilizzando un microscopio elettronico a scansione e la spettroscopia EDX, il team è stato in grado di rilevare la struttura dei melanosomi in un singolo campione di una piuma fossile ritrovata nel 1861. La struttura è stata poi confrontata con quella di 87 specie di uccelli moderni ed è stato determinato che (con una percentuale di probabilità) Archaeopteryx in vita era di colore nero. Ma ciò non significa che l'archeotterige fosse completamente nero, piuttosto si è più propensi a pensare che la colorazione nera includesse le penne copritrici. Carney ha sottolineato che questi risultati sono coerenti con ciò che sappiamo delle caratteristiche degli animali volanti odierni, in quanto i melanosomi neri hanno proprietà strutturali che rafforzano le penne per il volo. In uno studio del 2013 pubblicato nel Journal of Analytical Atomic Spectrometry, nuove analisi sulla colorazione dell'archeotterige, hanno rivelato che le penne dell'animale avevano una colorazione più complessa, di colore chiaro e scuro, con pigmentazioni più pesanti sulla punta distale e sulle alette esterne. In un comunicato stampa, Carney ha discusso contro questa interpretazione, insistendo sul fatto che la piuma dell'ala era "nero opaco con una punta più scura", mentre uno dei suoi colleghi ha sollevato l'argomento in un documento di revisione; tuttavia, non è stata pubblicata alcuna prova.

## Classificazione

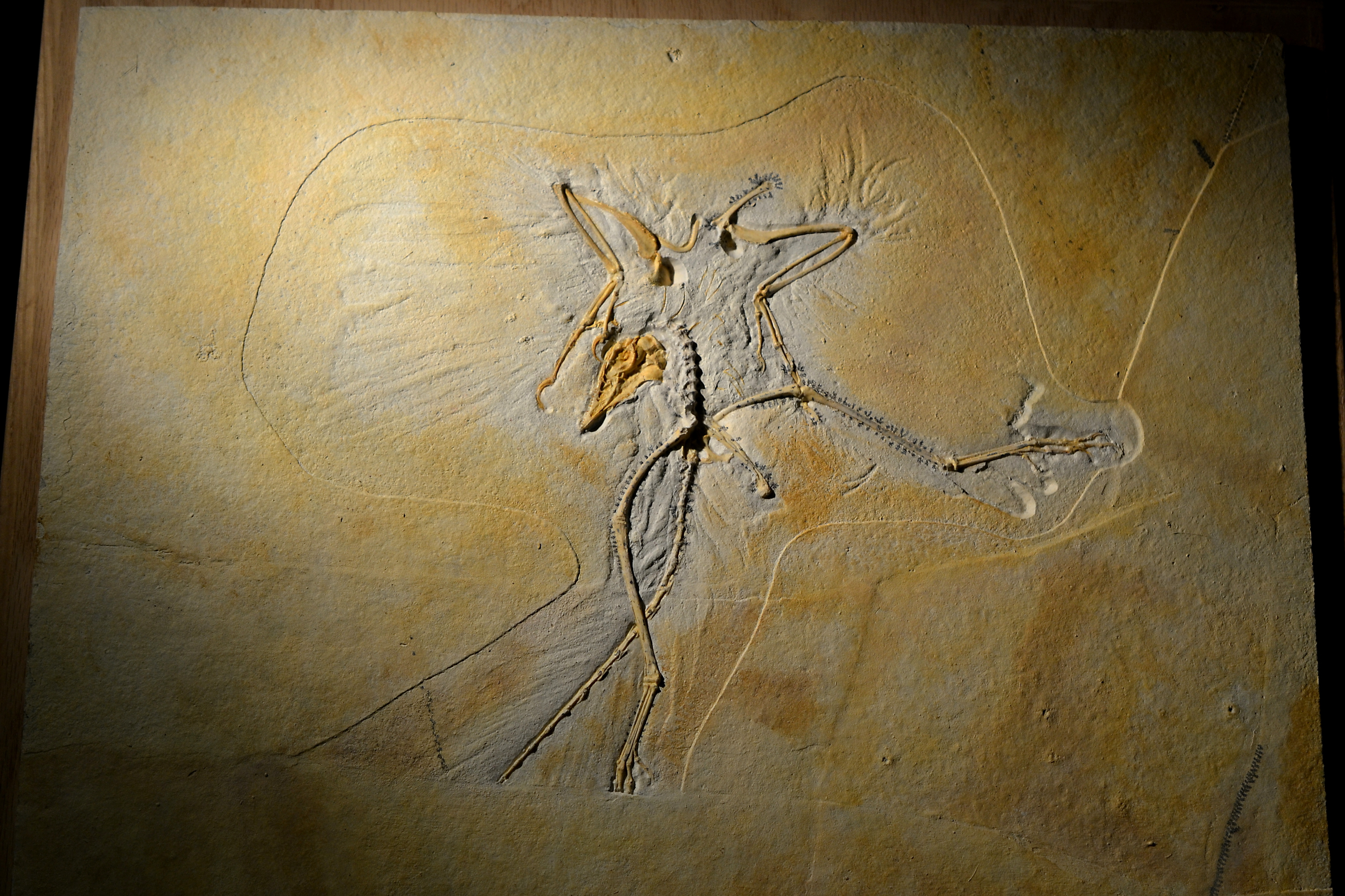
L'esemplare di Thermopolis

Oggi, i fossili ascritti al genere Archaeopteryx sono assegnati a una delle due specie, A. lithographica e A. siemensii, ma in passato la loro storia tassonomica era molto complicata. Sono stati infatti pubblicati decine di nomi per alcuni esemplari, la maggior parte dei quali erano semplici errori di ortografia (lapsus). Nonostante il primo fossile di A. lithographica fosse rappresentato dalla singola piuma descritta da von Meyer, nel 1954, Gavin de Beer concluse che l'unico vero olotipo della specie era l'Esemplare di Londra. Nel 1960, Swinton propose quindi di inserire il nome Archaeopteryx lithographica nell'elenco dei generi ufficiale, usando come nomi alternativi Gryphosaurus o Griphosaurus. L'ICZN, accettò il nome proposto da Beer, ma decise di eliminare i nomi alternativi per non scaturire rivalità tra Meyer e il suo avversario Johann Andreas Wagner. Inoltre, nel 1977 il nome specifico dell'Esemplare di Haarlem, crassipes, descritto da Meyer come pterosauro fu dato prima di scoprire che il fossile apparteneva al genere Archaeopteryx; una volta scoperto l'errore il nome venne soppresso.
Si è scoperto che la piuma fossile (primo ritrovamento fossile di Archaeopteryx) non corrisponde bene con le remiganti scoperte nel nuovo olotipo (l'Esemplare di Londra). Il primo fossile è certamente una piuma atta al volo di una specie contemporanea, ma le sue dimensioni e le proporzioni indicano che potrebbe appartenere ad un altro piccolo teropode piumato, di cui si conosce solo questa piuma. Come nei primi anni del XXI secolo, la piuma è stato visto come l'olotipo di Archaeopteryx, ma se tale piuma appartenesse veramente ad un altro animale il nome Archaeopteryx passerebbe ad un altro dinosauro. Nel 2007, quindi, due gruppi di scienziati chiesero al ICZN che l'Esemplare di Londra, diventasse esplicitamente l'olotipo di Archaeopteryx. La proposta fu accettata dal ICZN dopo quattro anni di dibattito, e l'Esemplare di Londra divenne il nuovo olotipo di Archaeopteryx, dal 3 ottobre 2011.

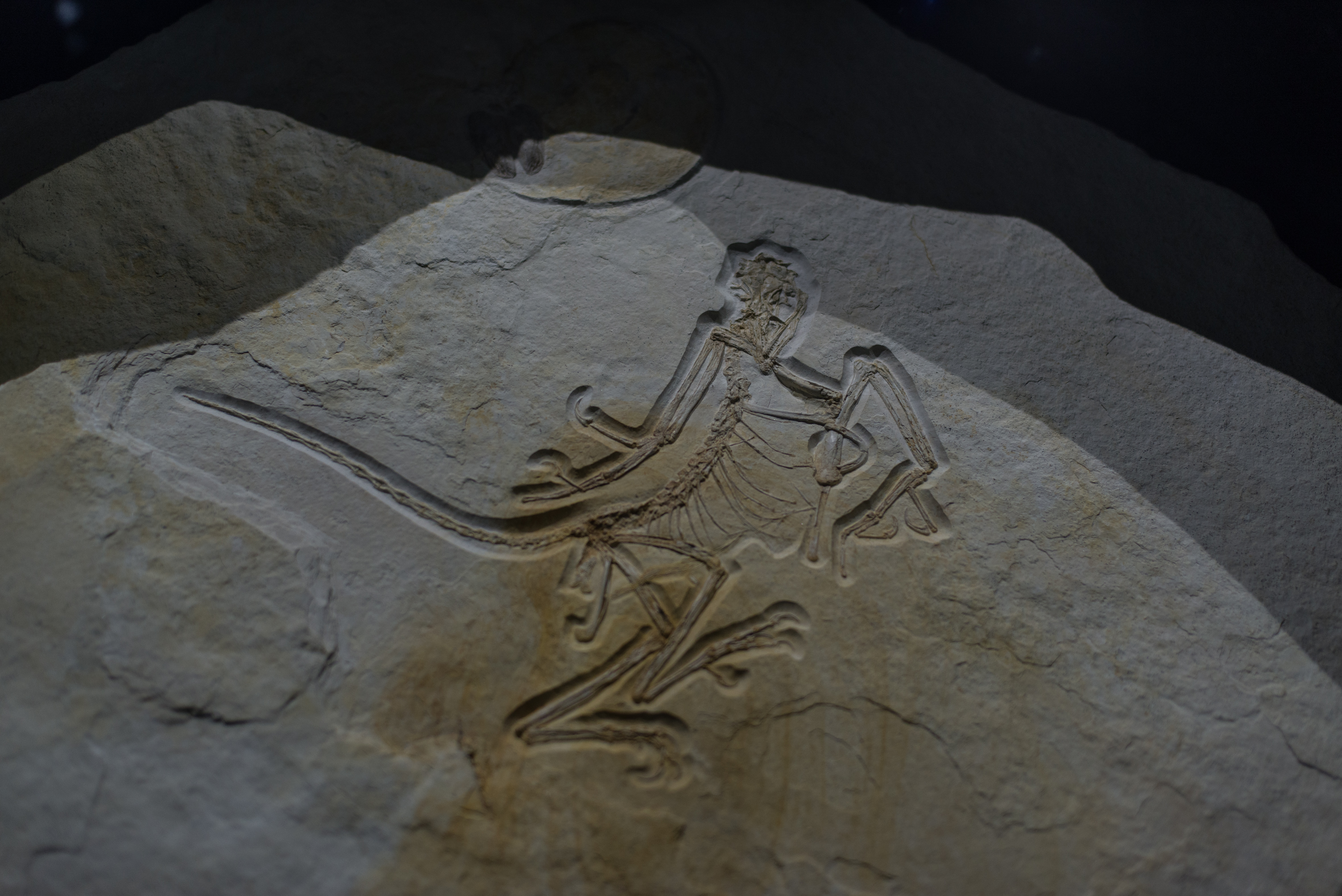
Il dodicesimo esemplare

Di seguito è riportato un cladogramma pubblicato nel 2013 da Godefroit et al.
|  | Shenzhouraptor |
|  |                |
|  | Rahonavis      |
|  |                |

|  | Balaur                          |
|  |                                 |
|  | \| \| Avebrevicauda \| \| \| \| |
|  |                                 |
|  | Avebrevicauda                   |
|  |                                 |

|  | Avebrevicauda |
|  |               |

|  | Shenzhouraptor |
|  |                |
|  | Rahonavis      |
|  |                |

|  | Balaur                          |
|  |                                 |
|  | \| \| Avebrevicauda \| \| \| \| |
|  |                                 |
|  | Avebrevicauda                   |
|  |                                 |

|  | Avebrevicauda |
|  |               |

|  | Shenzhouraptor |
|  |                |
|  | Rahonavis      |
|  |                |

|  | Balaur                          |
|  |                                 |
|  | \| \| Avebrevicauda \| \| \| \| |
|  |                                 |
|  | Avebrevicauda                   |
|  |                                 |

|  | Avebrevicauda |
|  |               |

|  | Shenzhouraptor |
|  |                |
|  | Rahonavis      |
|  |                |

|  | Balaur                          |
|  |                                 |
|  | \| \| Avebrevicauda \| \| \| \| |
|  |                                 |
|  | Avebrevicauda                   |
|  |                                 |

|  | Avebrevicauda |
|  |               |

|  | Shenzhouraptor |
|  |                |
|  | Rahonavis      |
|  |                |

|  | Balaur                          |
|  |                                 |
|  | \| \| Avebrevicauda \| \| \| \| |
|  |                                 |
|  | Avebrevicauda                   |
|  |                                 |

|  | Avebrevicauda |
|  |               |

|  | Shenzhouraptor |
|  |                |
|  | Rahonavis      |
|  |                |

|  | Balaur                          |
|  |                                 |
|  | \| \| Avebrevicauda \| \| \| \| |
|  |                                 |
|  | Avebrevicauda                   |
|  |                                 |

|  | Avebrevicauda |
|  |               |

|  | Shenzhouraptor |
|  |                |
|  | Rahonavis      |
|  |                |

|  | Balaur                          |
|  |                                 |
|  | \| \| Avebrevicauda \| \| \| \| |
|  |                                 |
|  | Avebrevicauda                   |
|  |                                 |

|  | Avebrevicauda |
|  |               |

|  | Shenzhouraptor |
|  |                |
|  | Rahonavis      |
|  |                |

|  | Balaur                          |
|  |                                 |
|  | \| \| Avebrevicauda \| \| \| \| |
|  |                                 |
|  | Avebrevicauda                   |
|  |                                 |

|  | Avebrevicauda |
|  |               |

|  | Shenzhouraptor |
|  |                |
|  | Rahonavis      |
|  |                |

|  | Balaur                          |
|  |                                 |
|  | \| \| Avebrevicauda \| \| \| \| |
|  |                                 |
|  | Avebrevicauda                   |
|  |                                 |

|  | Avebrevicauda |
|  |               |

|  | Shenzhouraptor |
|  |                |
|  | Rahonavis      |
|  |                |

|  | Balaur                          |
|  |                                 |
|  | \| \| Avebrevicauda \| \| \| \| |
|  |                                 |
|  | Avebrevicauda                   |
|  |                                 |

|  | Avebrevicauda |
|  |               |

|  | Shenzhouraptor |
|  |                |
|  | Rahonavis      |
|  |                |

|  | Balaur                          |
|  |                                 |
|  | \| \| Avebrevicauda \| \| \| \| |
|  |                                 |
|  | Avebrevicauda                   |
|  |                                 |

|  | Avebrevicauda |
|  |               |

|  | Shenzhouraptor |
|  |                |
|  | Rahonavis      |
|  |                |

|  | Balaur                          |
|  |                                 |
|  | \| \| Avebrevicauda \| \| \| \| |
|  |                                 |
|  | Avebrevicauda                   |
|  |                                 |

|  | Avebrevicauda |
|  |               |

|  | Shenzhouraptor |
|  |                |
|  | Rahonavis      |
|  |                |

|  | Balaur                          |
|  |                                 |
|  | \| \| Avebrevicauda \| \| \| \| |
|  |                                 |
|  | Avebrevicauda                   |
|  |                                 |

|  | Avebrevicauda |
|  |               |

|  | Shenzhouraptor |
|  |                |
|  | Rahonavis      |
|  |                |

|  | Balaur                          |
|  |                                 |
|  | \| \| Avebrevicauda \| \| \| \| |
|  |                                 |
|  | Avebrevicauda                   |
|  |                                 |

|  | Avebrevicauda |
|  |               |

|  | Shenzhouraptor |
|  |                |
|  | Rahonavis      |
|  |                |

|  | Balaur                          |
|  |                                 |
|  | \| \| Avebrevicauda \| \| \| \| |
|  |                                 |
|  | Avebrevicauda                   |
|  |                                 |

|  | Avebrevicauda |
|  |               |

|  | Shenzhouraptor |
|  |                |
|  | Rahonavis      |
|  |                |

|  | Balaur                          |
|  |                                 |
|  | \| \| Avebrevicauda \| \| \| \| |
|  |                                 |
|  | Avebrevicauda                   |
|  |                                 |

|  | Avebrevicauda |
|  |               |

|  | Shenzhouraptor |
|  |                |
|  | Rahonavis      |
|  |                |

|  | Balaur                          |
|  |                                 |
|  | \| \| Avebrevicauda \| \| \| \| |
|  |                                 |
|  | Avebrevicauda                   |
|  |                                 |

|  | Avebrevicauda |
|  |               |

|  | Shenzhouraptor |
|  |                |
|  | Rahonavis      |
|  |                |

|  | Balaur                          |
|  |                                 |
|  | \| \| Avebrevicauda \| \| \| \| |
|  |                                 |
|  | Avebrevicauda                   |
|  |                                 |

|  | Avebrevicauda |
|  |               |

|  | Shenzhouraptor |
|  |                |
|  | Rahonavis      |
|  |                |

|  | Balaur                          |
|  |                                 |
|  | \| \| Avebrevicauda \| \| \| \| |
|  |                                 |
|  | Avebrevicauda                   |
|  |                                 |

|  | Avebrevicauda |
|  |               |

|  | Shenzhouraptor |
|  |                |
|  | Rahonavis      |
|  |                |

|  | Balaur                          |
|  |                                 |
|  | \| \| Avebrevicauda \| \| \| \| |
|  |                                 |
|  | Avebrevicauda                   |
|  |                                 |

|  | Avebrevicauda |
|  |               |

|  | Shenzhouraptor |
|  |                |
|  | Rahonavis      |
|  |                |

|  | Balaur                          |
|  |                                 |
|  | \| \| Avebrevicauda \| \| \| \| |
|  |                                 |
|  | Avebrevicauda                   |
|  |                                 |

|  | Avebrevicauda |
|  |               |

|  | Shenzhouraptor |
|  |                |
|  | Rahonavis      |
|  |                |

|  | Balaur                          |
|  |                                 |
|  | \| \| Avebrevicauda \| \| \| \| |
|  |                                 |
|  | Avebrevicauda                   |
|  |                                 |

|  | Avebrevicauda |
|  |               |

|  | Shenzhouraptor |
|  |                |
|  | Rahonavis      |
|  |                |

|  | Balaur                          |
|  |                                 |
|  | \| \| Avebrevicauda \| \| \| \| |
|  |                                 |
|  | Avebrevicauda                   |
|  |                                 |

|  | Avebrevicauda |
|  |               |

|  | Shenzhouraptor |
|  |                |
|  | Rahonavis      |
|  |                |

|  | Balaur                          |
|  |                                 |
|  | \| \| Avebrevicauda \| \| \| \| |
|  |                                 |
|  | Avebrevicauda                   |
|  |                                 |

|  | Avebrevicauda |
|  |               |

|  | Shenzhouraptor |
|  |                |
|  | Rahonavis      |
|  |                |

|  | Balaur                          |
|  |                                 |
|  | \| \| Avebrevicauda \| \| \| \| |
|  |                                 |
|  | Avebrevicauda                   |
|  |                                 |

|  | Avebrevicauda |
|  |               |

|  | Shenzhouraptor |
|  |                |
|  | Rahonavis      |
|  |                |

|  | Balaur                          |
|  |                                 |
|  | \| \| Avebrevicauda \| \| \| \| |
|  |                                 |
|  | Avebrevicauda                   |
|  |                                 |

|  | Avebrevicauda |
|  |               |

|  | Shenzhouraptor |
|  |                |
|  | Rahonavis      |
|  |                |

|  | Balaur                          |
|  |                                 |
|  | \| \| Avebrevicauda \| \| \| \| |
|  |                                 |
|  | Avebrevicauda                   |
|  |                                 |

|  | Avebrevicauda |
|  |               |

|  | Shenzhouraptor |
|  |                |
|  | Rahonavis      |
|  |                |

|  | Balaur                          |
|  |                                 |
|  | \| \| Avebrevicauda \| \| \| \| |
|  |                                 |
|  | Avebrevicauda                   |
|  |                                 |

|  | Avebrevicauda |
|  |               |

|  | Shenzhouraptor |
|  |                |
|  | Rahonavis      |
|  |                |

|  | Balaur                          |
|  |                                 |
|  | \| \| Avebrevicauda \| \| \| \| |
|  |                                 |
|  | Avebrevicauda                   |
|  |                                 |

|  | Avebrevicauda |
|  |               |

|  | Shenzhouraptor |
|  |                |
|  | Rahonavis      |
|  |                |

|  | Balaur                          |
|  |                                 |
|  | \| \| Avebrevicauda \| \| \| \| |
|  |                                 |
|  | Avebrevicauda                   |
|  |                                 |

|  | Avebrevicauda |
|  |               |

|  | Shenzhouraptor |
|  |                |
|  | Rahonavis      |
|  |                |

|  | Balaur                          |
|  |                                 |
|  | \| \| Avebrevicauda \| \| \| \| |
|  |                                 |
|  | Avebrevicauda                   |
|  |                                 |

|  | Avebrevicauda |
|  |               |

|  | Shenzhouraptor |
|  |                |
|  | Rahonavis      |
|  |                |

|  | Balaur                          |
|  |                                 |
|  | \| \| Avebrevicauda \| \| \| \| |
|  |                                 |
|  | Avebrevicauda                   |
|  |                                 |

|  | Avebrevicauda |
|  |               |

### Specie

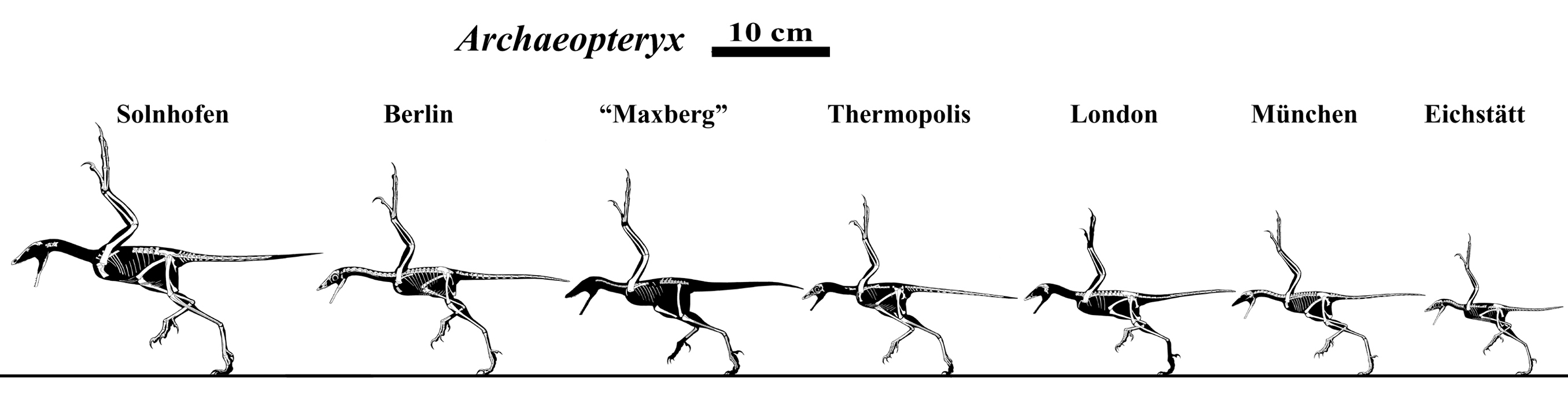
Ricostruzioni scheletriche degli otto esemplari descritti, in bianco le ossa effettivamente trovate

In passato si credeva che tutti i campioni appartenessero ad un'unica specie, ossia A. lithographica. Tuttavia, esistono varie differenze tra gli esemplari, e mentre alcuni ricercatori considerano tali caratteristiche come diversità di età, altri sostengono che tali caratteristiche siano dovute alle diversità tra le due specie. In particolare, gli esemplari di Monaco, Eichstätt, Solnhofen e Thermopolis differiscono dagli esemplari di Londra, Berlino e Haarlem per le ridotte dimensioni dei primi, con diverse proporzioni delle dita, musi più sottili provvisti di denti con puntamento in avanti e l'eventuale presenza dello sterno. A causa di queste differenze, i vari esemplari sono stati suddivisi in due specie separate. In origine, l'esemplare di Berlino era stato descritto come Archaeornis siemensii, l'esemplare di Eichstätt come Jurapteryx recurva, l'esemplare di Monaco come Archaeopteryx Bavarica e l'esemplare di Solnhofen come Wellnhoferia grandis, tuttavia questi nomi sono poi stati identificati come errori tassonomici.
Nel 2007, una revisione di tutti i campioni ben conservati, (tra cui il campione Thermopolis allora da poco scoperto) ha concluso che il genere Archaeopteryx conteneva due specie distinte: A. lithographica (costituita dagli esemplari di Londra e Solnhofen), e A. siemensii (costituita dagli esemplari di Berlino, Monaco e Thermopolis). Le due specie si distinguono principalmente per i grandi tubercoli flessori sugli artigli dei piedi in A. lithographica (gli artigli degli esemplari di A. siemensii erano relativamente diretti).La specie Wellnhoferia grandis (basata sull'esemplare di Solnhofen), sembra essere indistinguibile da A. lithographica che per le dimensioni maggiori di quest'ultimo.

### Sinonimi

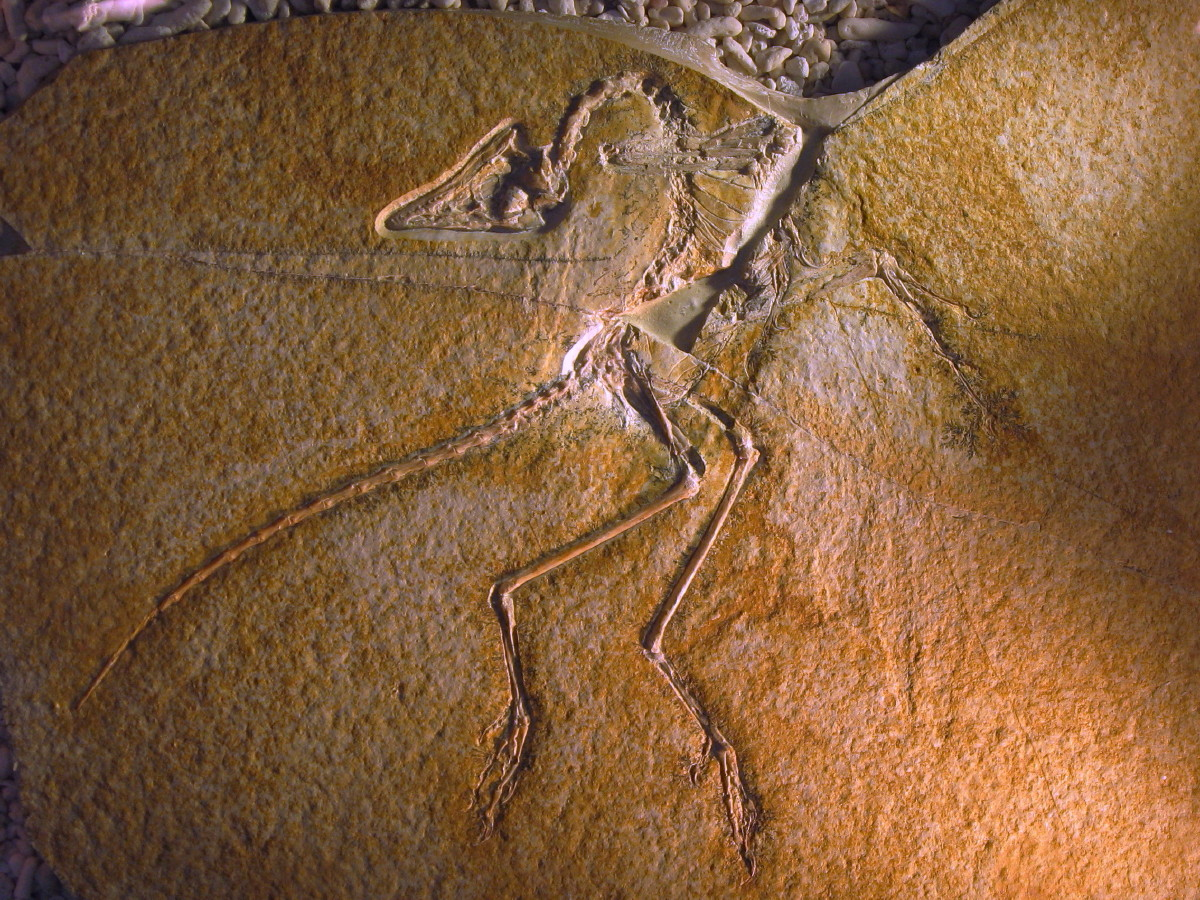
L'Esemplare di Eichstätt, un tempo considerato un genere distinto, Jurapteryx.

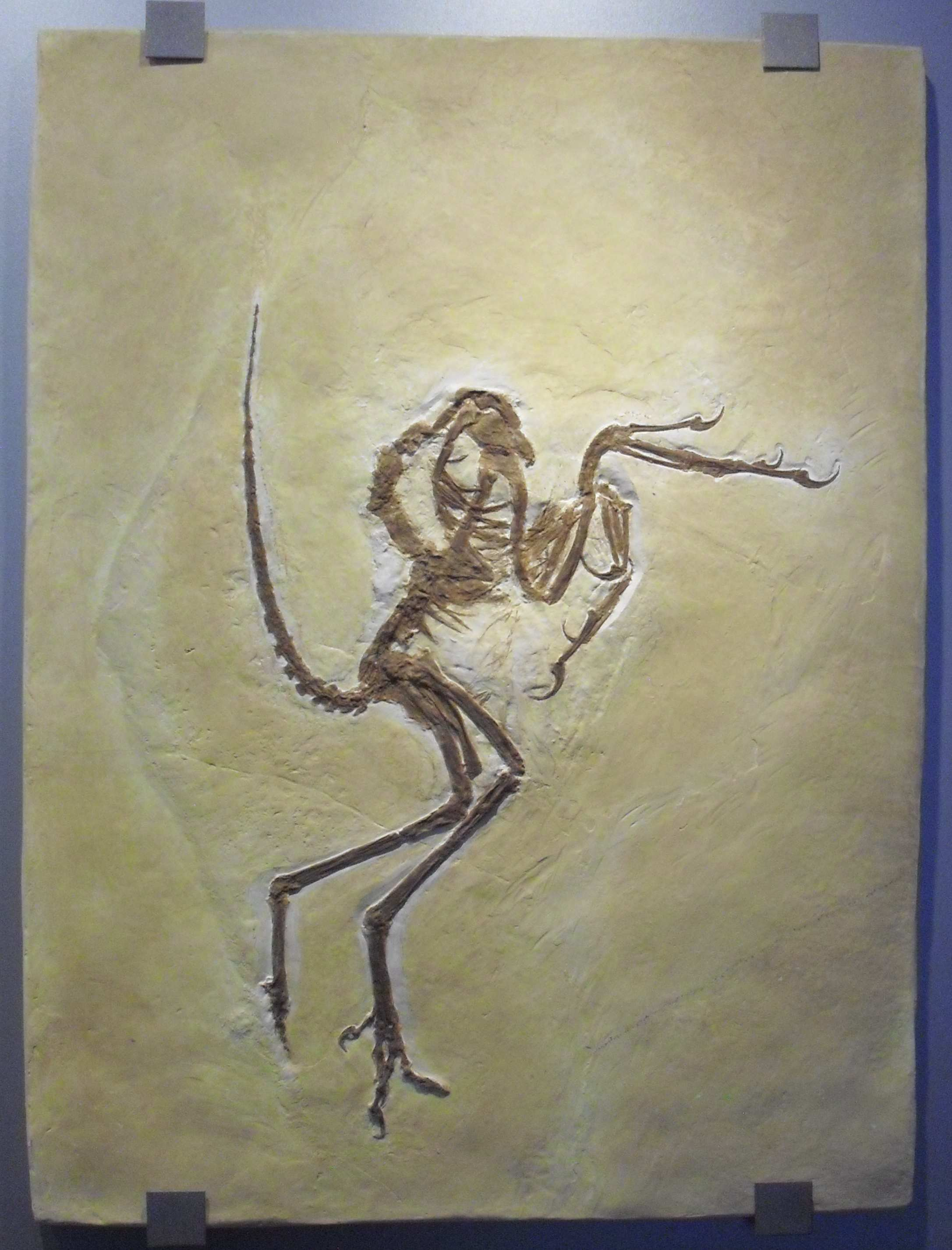
L'esemplare di Solnhofen, un tempo considerato appartenente al genere distinto Wellnhoferia.

Durante gli anni sono state proposte numerose specie di Archaeopteryx, ma si sa che le presunte nuove specie erano tutte sinonimi delle due specie principali. In grassetto sono elencante le specie riconosciute come valide, mentre le altre sono considerate sinonimi delle specie autentiche.
- Archaeopteryx lithographica Meyer, 1861 [conserved name]
  - Archaeopterix lithographica Anon., 1861 [lapsus]
  - Griphosaurus problematicus Wagner, 1862 [rejected name 1961 per ICZN Opinion 607]
  - Griphornis longicaudatus Woodward, 1862 [rejected name 1961 per ICZN Opinion 607]
  - Archaeopteryx macrura Owen, 1862 [rejected name 1961 per ICZN Opinion 607]
  - Archaeopteryx oweni Petronievics, 1917 [rejected name 1961 per ICZN Opinion 607]
  - Archaeopteryx recurva Howgate, 1984
  - Jurapteryx recurva (Howgate, 1984) Howgate, 1985
- Archaeopteryx siemensii Dames, 1897
  - Archaeornis siemensii (Dames, 1897) Petronievics, 1917
  - Archaeopteryx bavarica Wellnhofer, 1993
  - Wellnhoferia grandis Elżanowski, 2001

L'"Archaeopteryx" vicensensis (Anon. fide Lambrecht, 1933) è considerato come un nomen nudum, in quanto si pensa possa trattarsi di uno pterosauro.

## Scoperta e fossili

Date delle scoperte degli esemplari di Archaeopteryx fino al 2007 (clicca per ingrandire).

Nel corso degli anni, sono stati ritrovati ben dodici esemplari fossili di Archaeopteryx, tra cui una piuma fossile che probabilmente appartiene al genere Archaeopteryx. Tutti i fossili ritrovati provengono dai depositi di calcare di Solnhofen, nel sud della Germania.

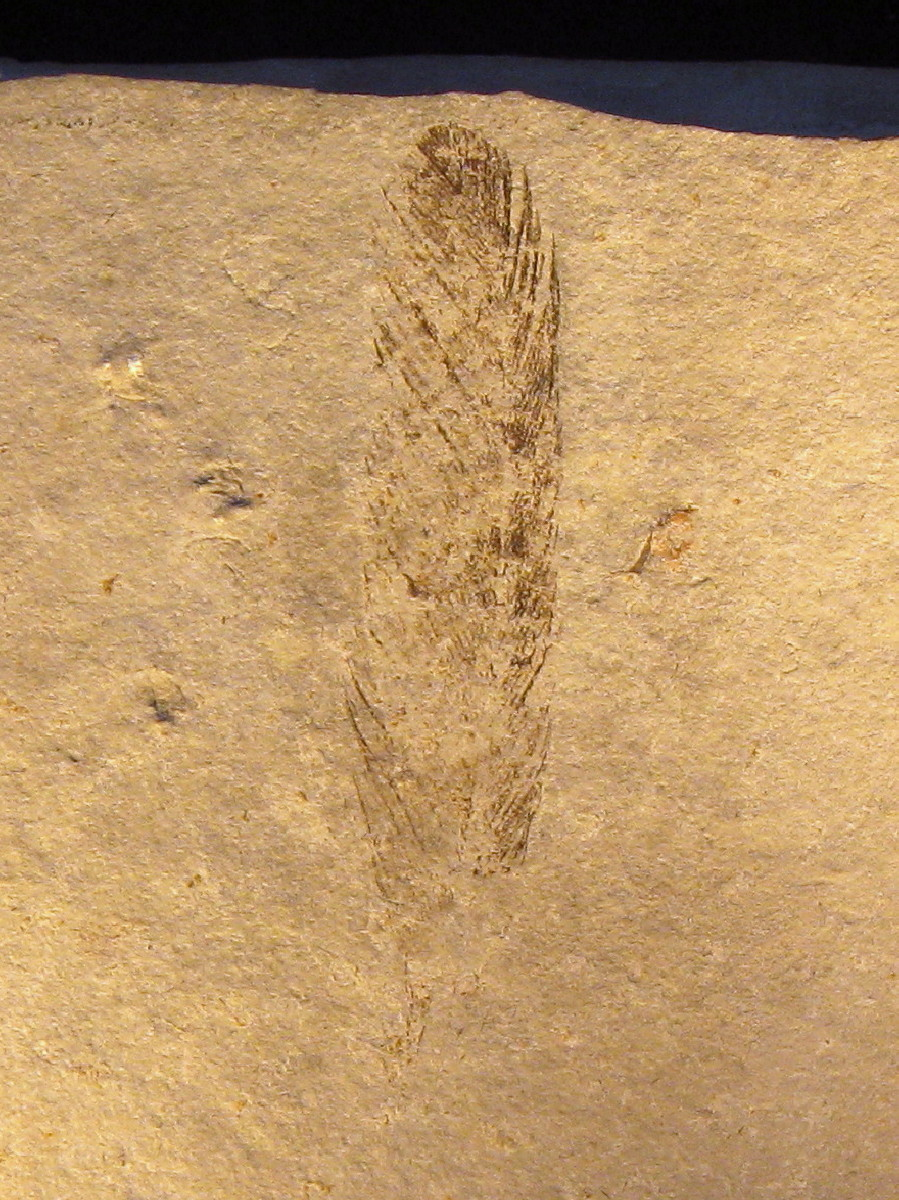
Penna fossilizzata, primo fossile riconosciuto di Archaeopteryx.

Il primo fossile riconosciuto e ritrovato di Archaeopteryx, consiste in una singola piuma fossile, scoperta tra il 1860 e il 1861 e descritta nel 1861 da Christian Erich Hermann von Meyer; il fossile si trova nel Museum für Naturkunde, a Berlino. La piuma fossile, in teoria, rappresenterebbe l'olotipo del genere Archaeopteryx, tuttavia il fatto che si tratta di una piuma isolata non permette un'adeguata identificazione, quindi non si è ancora certi che tale fossile appartenga effettivamente ad Archaeopteryx.
Il primo vero scheletro conosciuto fu l'Esemplare di Londra (BMNH 37001), ritrovato nel 1861, nei pressi di Langenaltheim, in Germania e in un primo momento venduto al medico locale Karl Häberlein in cambio di servizi medici. Il medico lo avrebbe poi venduto per £ 700 al Museo di Storia Naturale di Londra, dove è custodito. Nonostante fosse mancante gran parte della testa e del collo, fu descritto nel 1863 da Richard Owen, che lo descrisse come Archaeopteryx macrura, sostenendo che si trattasse di una specie differente dalla piuma. Un anno dopo, Charles Darwin nel suo libro L'origine delle specie, scrisse: "si è sempre pensato che l'intera classe degli uccelli sia comparsa improvvisamente durante il periodo Eocene, ma oggi sappiamo, grazie agli studi di Owen, che un uccello visse nel Giurassico, Archaeopteryx, con la sua lunga coda da lucertola, recante una coppia di piume su ogni lato e con le ali dotate di artigli liberi, scoperto nei calcari di Solnhofen. Nessuna scoperta recente, dimostra così fortemente, quanto poco sappiamo degli ex abitanti di questo mondo."
Il nome di Archaeopteryx deriva dal greco antico ed è composto da: "pteryx" (πτέρυξ) che significa "ala" o "piuma" e "archaios" che invece significa "antico". Von Meyer suggerì questo nome per descrivere la singola penna fossile ritrovata in origine. In tedesco, il nome viene semplificato in Urvogel, nome in uso tra i paleontologi tedeschi a partire dalla fine del XIX secolo. Tradotto tale nome significa "antico pioniere" o "primo uccello" o ancora "uccello ancestrale".
Da allora sono stati ritrovati dodici esemplari, che sono:
- L'Esemplare di Berlino (HMN 1880), fu scoperto tra il 1874 e il 1875, a Blumenberg, vicino a Eichstätt, in Germania, dal contadino Jakob Niemeyer. Quest'ultimo, ignaro dell'importanza del fossile, lo vendette nel 1876 a Johann Dörr, in cambio di soldi per comprare una mucca. Dörr a sua volta lo vendette a Ernst Otto Häberlein, figlio di K. Häberlein. Alla fine il prezioso fossile fu messo all'asta tra il 1877 e il 1881, e tra i vari acquirenti vi era anche il noto paleontologo Othniel Charles Marsh, curatore del museo dell'Università di Yale. Alla fine il fossile fu venduto per 20.000 goldmark, al Museum für Naturkunde, dove è conservato. L'operazione fu finanziata da Ernst Werner von Siemens, fondatore della nota azienda che porta il suo nome. Descritto per la prima volta nel 1884, da Wilhelm Dames, è l'esemplare più completo di Archaeopteryx finora ritrovato ed il primo che possegga una testa completa. Nel 1897, fu identificato da Dames come una nuova specie, A. siemensii; anche se spesso tale specie viene considerata un sinonimo di A. lithographica; recenti studi hanno confermato che si tratta di una specie distinta e che comprende anche gli Esemplari di Berlino, Monaco e Thermopolis.

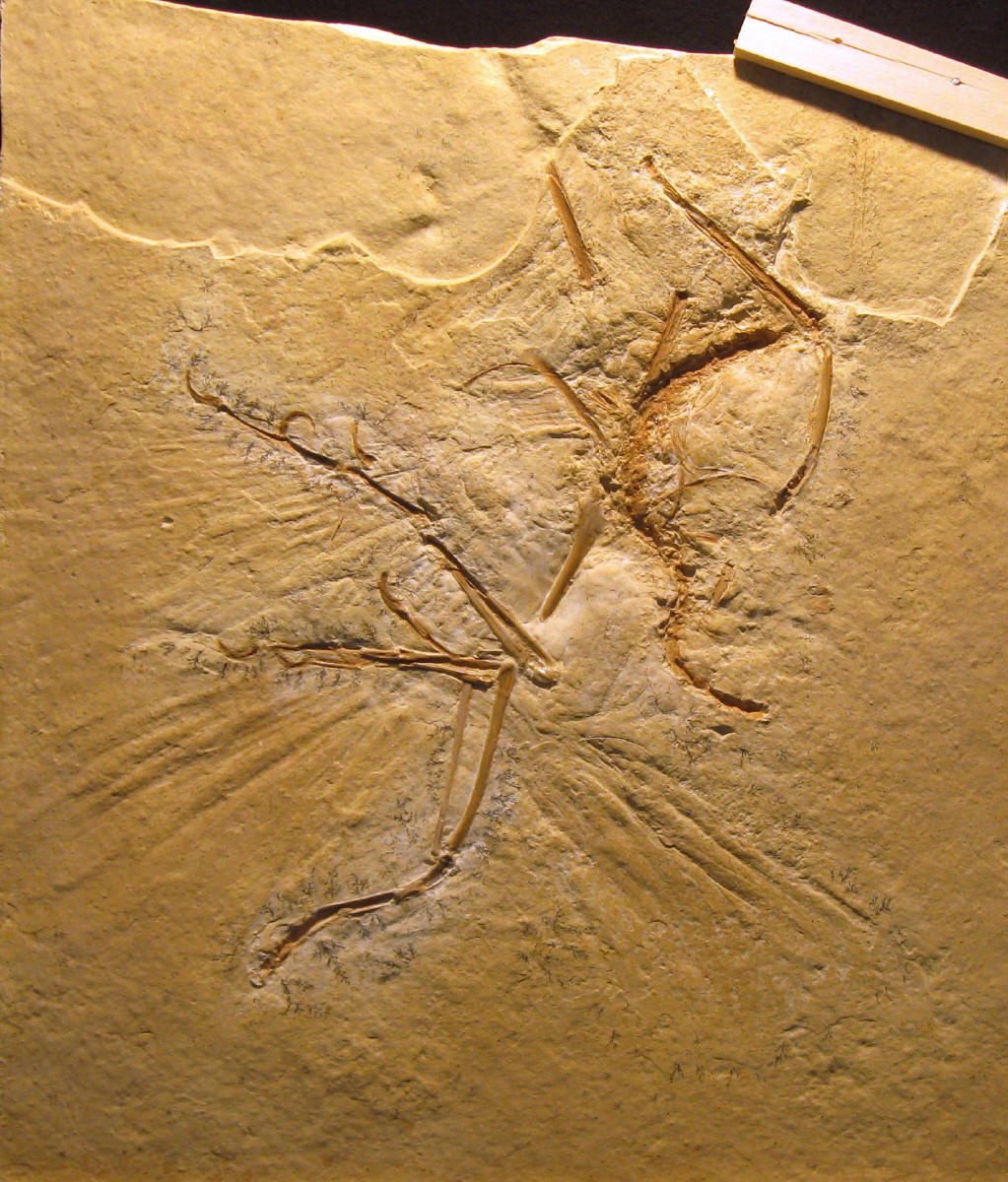
Lo scomparso Esemplare di Maxberg

- L'Esemplare di Maxberg (S5) fu scoperto nel 1956 nei pressi di Langenaltheim. Il fossile consiste nel torso dell'animale e fu scoperto da Florian Heller nel 1958 e descritto da lui stesso nel 1959. Il campione manca di testa e coda, anche se il resto dello scheletro è per lo più intatto. Fu esposto per qualche tempo al Museo di Maxberg, a Solnhofen, donato da Eduard Opitsch; dopo la sua morte, nel 1991, l'esemplare sparì dal museo e si pensa che sia stato rubato e probabilmente venduto.
- L'Esemplare di Haarlem (TM 6428, noto anche come il "Campione di Teyler") fu scoperto nel 1855, nei pressi di Riedenburg, in Germania e descritto in un primo momento come Pterodactylus crassipes da von Meyer, nel 1857. Fu in seguito riclassificato da John Ostrom come Archeopterix, nel 1970 e si trova al Museo Teylers, ad Haarlem, nei Paesi Bassi. È uno degli esemplari più incompleti ed è composto solamente dalle ossa degli arti e qualche vertebra cervicale. Nel 2017, questo esemplare è stato riferito al nuovo genere Ostromia, da Foth & Rauhut. Secondo la revisione suggerita dai due paleontologi l'esemplare differisce significativamente da Archaeopteryx e presenta maggiore similarità con gli anchiornithidi, come Anchiornis e quindi questo reperto non è un fossile di Archeopterix.[28]

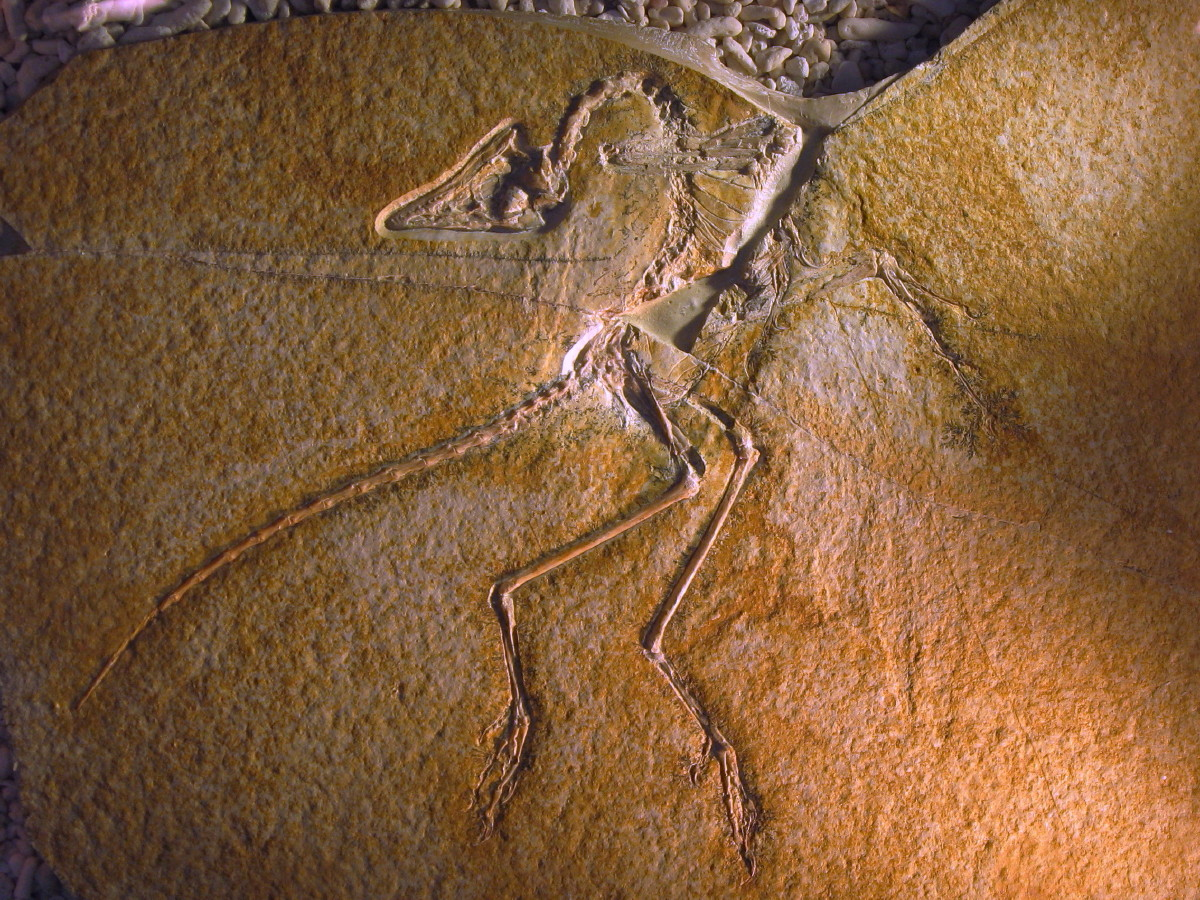
Esemplare di Eichstätt, un tempo considerato il genere a parte Jurapteryx

- L'Esemplare di Eichstätt (JM 2257), fu scoperto nel 1951 nei pressi di Workerszell, in Germania e descritto da Peter Wellnhofer, nel 1974; si trova nel Museo di Jura, a Eichstätt, in Germania. Si tratta del più piccolo campione noto ed il secondo fossile ritrovato a possedere una testa completa. Per alcuni si tratta di genere a parte (Jurapteryx recurva) o di una nuova specie ( Archaeopteryx recurva ).
- L'Esemplare di Solnhofen (BSP 1999), fu scoperto nel 1970, vicino a Eichstätt, in Germania e descritto per la prima volta da Wellnhofer, nel 1988; si trova al Museo di Bürgermeister-Müller, a Solnhofen. In origine fu classificato come Compsognathus, da un collezionista dilettante. È il più grande esemplare noto e secondo alcuni potrebbe rappresentare un genere a parte chiamato Wellnhoferia grandis. L'esemplare manca di collo, coda, spina dorsale e testa.
- L'Esemplare di Monaco (S6, precedentemente noto come "Campione di Solenhofer-Aktien-Verein") fu scoperto il 3 agosto 1992, nei pressi di Langenaltheim e descritto nel 1993 da Wellnhofer; si trova al Paläontologisches Museum München, a Monaco di Baviera, a cui era stato venduto nel 1999, per 1,9 milioni di marchi tedeschi. Ciò che inizialmente si credeva le ossa dello sterno si rivelò essere parte della coracoide. Di questo esemplare non è stata ritrovata la parte superiore della testa. Inizialmente descritto come A. Bavarica,[29] è classificato come appartenente alla specie A. siemensii.

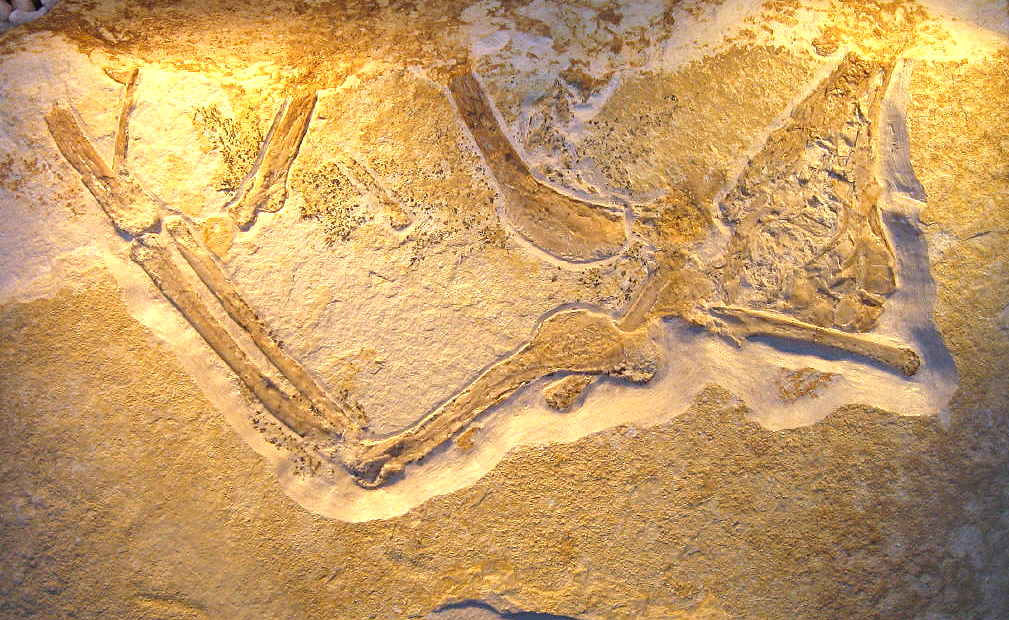
Esemplare di Daiting, olotipo della specie A. albersdoerferi

- L'Esemplare di Daiting è l'ottavo esemplare di Archaeopteryx ritrovato, costituito da reperti frammentari e scoperto nel 1990, nei sedimenti di Daiting, a Suevia. Ciò è un fatto eccezionale in quanto i calcari di Daiting sono leggermente più recenti di quelli di Solnhofen. Del fossile esiste un solo calco che è stato esposto per breve tempo al Naturkundemuseum, di Bamberg. L'originale fu acquistato dal paleontologo Raimund Albertsdörfer, nel 2009. Fu esposto per la prima volta insieme ad altri fossili originali di Archaeopteryx al "Monaco Mineral Show" nel mese di ottobre del 2009. Ad una prima rapida occhiata, alcuni paleontologi sostennero che potesse trattarsi di una nuova specie di Archaeopteryx. Tale dubbio è stato confermato nel 2018, quando Kundrat et al. assegnarono questo esemplare alla nuova specie Archaeopteryx albersdoerferi (Kundrat et al., 2018).[30][31]

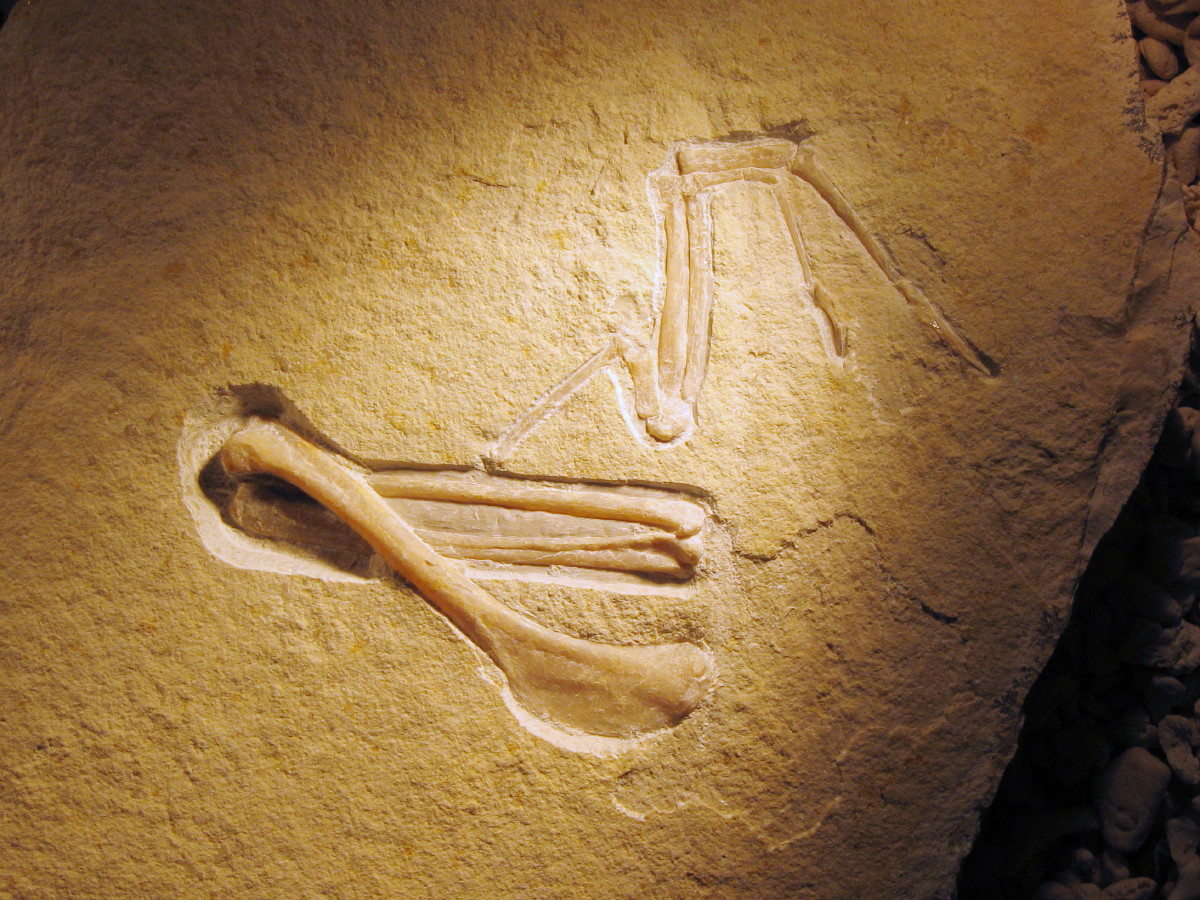
Esemplare di Bürgermeister-Müller

- L'Esemplare di Bürgermeister-Müller è un altro fossile frammentario, ritrovato nel 2000. In origine faceva parte di una collezione privata, ma è in prestito al Museo di Bürgermeister-Müller, a Solnhofen. Il nome popolare di questo fossile è "ala di pollo" poiché rappresenta solo le ossa delle braccia contratte nella classica posa delle ali dei polli (vedi immagine).
- L'Esemplare di Thermopolis (WDC CSG 100) fu scoperto in Baviera e descritto nel 2005, da Mayr, Pohl e Peters. Originariamente era di proprietà privata di un collezionista svizzero, ma venne in seguito donata al Wyoming Dinosaur Centre, a Thermopolis, nel Wyoming. Il campione possiede la testa e le zampe meglio conservate; la maggior parte del collo e la mascella inferiore non si sono conservate. Il campione fu descritto il 2 dicembre 2005; la rivista Science pubblicò un articolo al riguardo, affermando che:"Il fossile di Archaeopteryx mancava del dito rivolto all'indietro presente negli uccelli moderni, usato per appollaiarsi, il che implica uno stile di vita terrestre più che arboricolo. Ciò è stato interpretato come una prova della discendenza dai teropodi". Nel 2007, l'esemplare di Thermopolis è stato assegnato alla specie Archaeopteryx siemensii. Questo campione è considerato uno dei meglio conservati finora.
- La scoperta di un undicesimo esemplare fu annunciata nel 2011, e l'esemplare fu descritto nel 2014. È uno degli esemplari più completi, anche se manca gran parte del cranio e uno degli arti anteriori. È di proprietà privata e non ha ancora ricevuto un nome.[32][33] I paleontologi dell'Università Ludwig Maximilian di Monaco (LMU) hanno studiato il campione, rivelando caratteristiche sconosciute del piumaggio, come la presenza di piume su entrambe le gambe e sul metatarso. È stato anche rinvenuta la punta della coda, che formava un unico osso.[34][35][36]
- Un dodicesimo esemplare è stato scoperto da collezionisti amatoriali nel 2010, alla cava Schamhaupten, ma la scoperta è stata annunciata solo nel febbraio del 2014.[37] L'esemplare non è ancora stato ufficialmente e scientificamente descritto.
- Un nuovo resto fossile è stato descritto nel 2018: si tratta di uno scheletro abbastanza completo, ma privo di piume, ritrovato nell'estate del 2010 da un paleontofilo in una cava aperta al pubblico a Schamhaupten, il reperto consegnato dal suo scopritore ai paleontologici, dopo che costui ne riconobbe il valore scientifico è esposto nel Dinosaurier Freiluftmuseum Altmühltal a Denkendorf, (Baviera)[38].

## Paleobiologia

### Volo

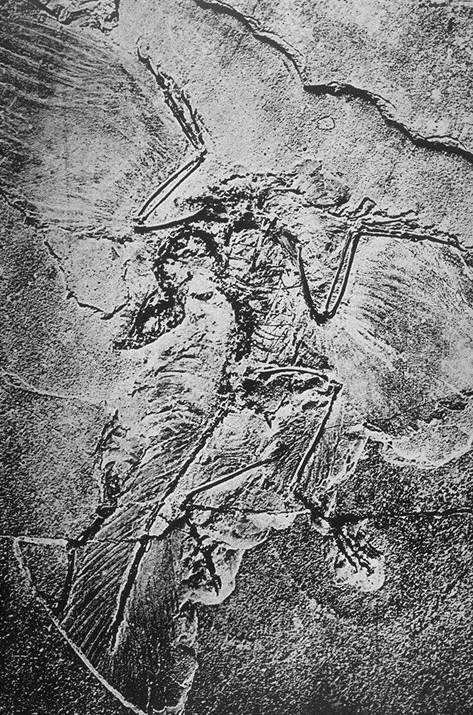
Foto del 1880, L'esemplare di Berlino, da notare le piume delle gambe che furono in seguito tolte durante il restauro.

Come nelle ali degli uccelli moderni, le remiganti di Archaeopteryx erano leggermente asimmetriche e le piume della coda erano piuttosto ampie. Ciò implica che le ali e la coda erano utilizzate per aiutare l'animale durante il volo planato; tuttavia, non è chiaro se  Archaeopteryx fosse solo un semplice planatore o fosse capace di un volo battente (sbattendo le ali). La mancanza dello sterno suggerisce che Archaeopteryx non era un buon volatore, ma i muscoli del volo potrebbero essere stati attaccati allo sterno cartilagineo o ad altre strutture ossee presenti nel petto dell'animale. L'orientamento laterale del giunto della spalla, tra la scapola, la coracoide e l'omero, presente negli uccelli moderni e assente in Archaeopteryx, potrebbe indicare che quest'ultimo non era in grado di alzare le ali abbastanza in alto in grado di darsi spinta sufficiente per il decollo o anche per il volo battuto. Secondo uno studio condotto da Philip Senter nel 2006,  Archaeopteryx era davvero in grado di utilizzare il volo battuto come gli uccelli moderni, ma poteva anche utilizzare il volo planato, come un moderno deltaplano.
Le ali di Archaeopteryx erano relativamente grandi rispetto al corpo, ciò comporta una bassa velocità in volo e un ridotto raggio di sterzata. La forma breve e arrotondata delle ali avrebbe aumentato la resistenza, ma avrebbero anche potuto migliorare il volo di Archaeopteryx, durante i voli in spazi chiusi e ristretti come le foreste, dove gli alberi avrebbero intralciato il volo (infatti la forma delle ali di Archaeopteryx è simile a quella di uccelli che volano tra gli alberi e i cespugli, come corvi e fagiani). La presenza di "ali posteriori", ossia remiganti asimmetriche sulle gambe, simili a quelli osservati nel dromaeosauride Microraptor (altro dinosauro-uccello che si pensa praticasse solo il volo planato), avrebbe aggiunto una mobilità aerea maggiore. Il primo studio dettagliato sulle "ali posteriori", fu effettuato nel 2006 da Longrich, che affermò che le strutture formavano fino al 12% del totale aerodinamico. Ciò avrebbe ridotto la velocità di stallo fino al 6% e il raggio di sterzata fino al 12%.
Le piume di Archaeopteryx erano asimmetriche. Questa caratteristica, presente anche negli uccelli moderni, ha permesso di classificare Archaeopteryx come un volatore, in quanto gli uccelli che posseggono piume simmetriche sono uccelli non volatori come gli struzzi e gli emù. Tuttavia alcuni scienziati, tra cui Thomson e Speakman, hanno messo in dubbio questa teoria. Studiando più di 70 famiglie di uccelli viventi, hanno scoperto che alcuni tipi di uccelli volatori hanno una gamma di asimmetria nella loro piume, e che le piume di Archaeopteryx rientrano in questa gamma. Tuttavia, il grado di asimmetria in Archaeopteryx è più simile al caso di uccelli dal volo lento che a quello degli uccelli incapaci di volare.

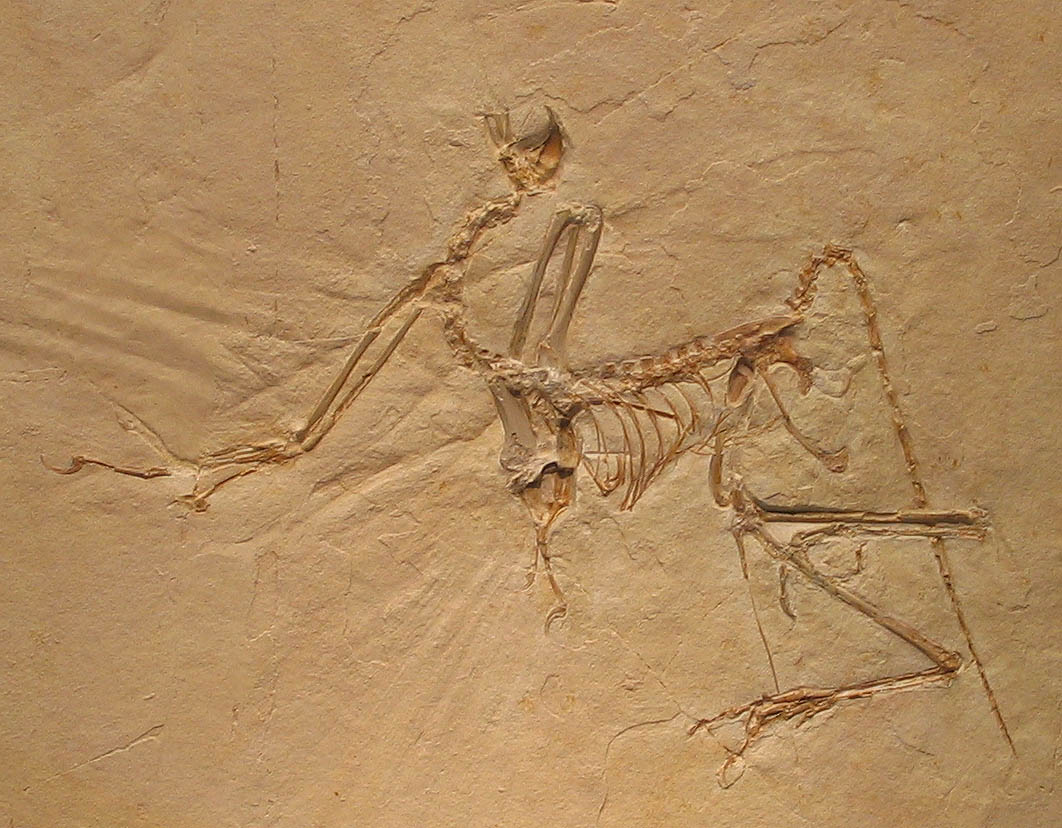
L'esemplare di Monaco

Nel 2010, Robert L. Nudds e Gareth J. Dyke pubblicarono sulla rivista Science un articolo in cui i due analizzano le rachidi delle piume primarie di Confuciusornis e Archaeopteryx. L'analisi ha dimostrato che le rachidi in entrambi i generi erano più sottili e deboli rispetto a quelli degli odierni uccelli, in relazione al loro peso corporeo. Gli autori sostengono che né Archaeopteryx né Confuciusornis fossero in grado di effettuare il volo battente. Lo studio fu criticato da Philip J. Currie e Luis Chiappe facendo notare che è altamente difficile misurare i rachidi delle piume fossili, ipotizzando che Archaeopteryx e Confuciusornis potevano volare entro una certa misura, i fossili di entrambi gli animali sono stati ritrovati in sedimenti marini o lacustri, quindi gli animali in vita dovevano essere in grado di volare al di sopra l'acqua profonda. Gregory Paul, d'accordo con questa teoria, sostenne che Nudds e Dyke avevano sopravvalutato il peso di entrambi gli uccelli, e che usando stime più accurate sul peso si scoprì che le rachidi di entrambi gli uccelli potevano volare ma in modo molto ristretto. Nudds e Dyke avevano stimato un di 250 grammi per l'esemplare di Monaco, che rappresentava un animale giovane, in base al peso pubblicato per gli esemplari più grandi. Paul sostenne che l'esemplare di Monaco doveva pesare circa 140 grammi. Paul criticò anche le misurazioni effettuate sulle rachidi facendo anche notare come le piume dell'esemplare di Monaco fossero mal conservate. Nudds e Dyke riportarono un diametro di circa 0,75 millimetri (0,030 in) per la piuma primaria più lunga, che Paul non poté confermare. In seguito, Paul misurò alcune delle penne primarie interne, trovando rachidi di 1,25-1,4 mm di diametro. Nonostante le innumerevoli critiche, Nudds e Dyke restaron fermi nella loro convinzione originale. Essi sostennero che l'affermazione di Paul, sulla base che un Archaeopteryx adulto volasse meglio di un esemplare giovane, era da considerarsi dubbia. Infatti, se questa teoria fosse vera l'esemplare più grande avrebbe dovuto avere rachidi più spesse, che però non sono state ritrovate. Un'altra possibilità proposta, afferma che   Archaeopteryx usasse le ali per aiutarsi ad attraversare le superfici d'acqua più velocemente alla maniera del basilisco; ciò potrebbe anche spiegare la presenza di fossili in ambienti acquatici come laghi e sedimenti marini.

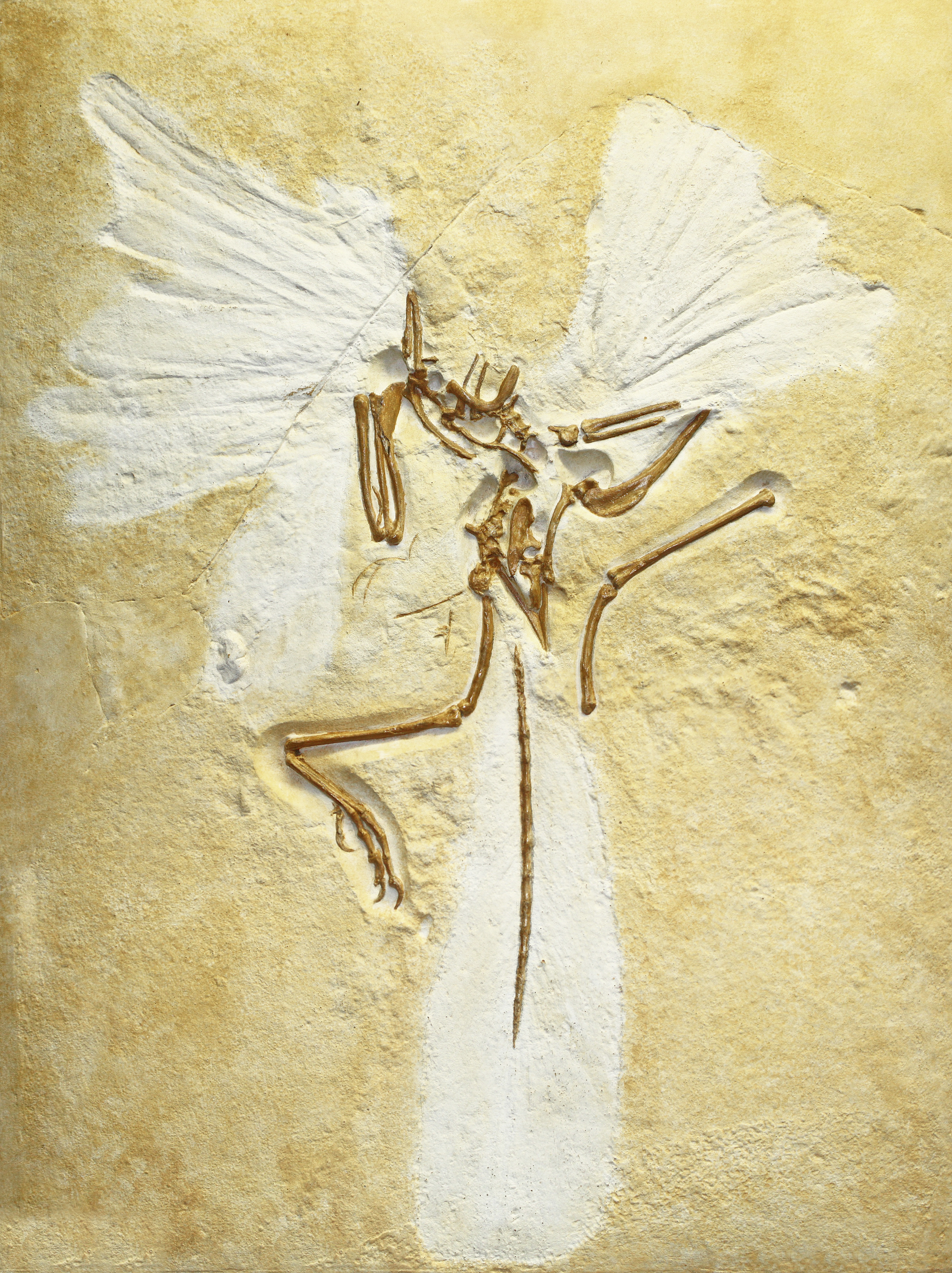
Replica dell'esemplare di Londra.

Nel 2004, un team di scienziati effettuarono una tomografia computerizzata sulla scatola cranica dell'esemplare di Londra, concludendo che il cervello dei Archaepteryx era significativamente più grande di quella della maggior parte dei dinosauri, il che indica che possedeva un cervello abbastanza grande da permettergli di volare. L'anatomia generale del cervello è stata ricostruita utilizzando la scansione. La ricostruzione mostra che le regioni del cervello associate alla visione rappresentavano quasi un terzo del cervello. Anche le aree adibite all'udito e alla coordinazione muscolare erano ben sviluppate. La scansione del cranio ha anche rivelato la struttura del suo orecchio interno, la cui struttura assomiglia molto a quella degli uccelli moderni che a quella dei rettili. Queste caratteristiche nel loro insieme, suggeriscono che Archaeopteryx aveva un acuto senso dell'udito, dell'equilibrio, della percezione dello spazio e un buon coordinamento, necessario per volare. Archaeopteryx aveva un cervello molto più evoluto rispetto a quello riscontrato in dinosauri teropodi come Carcharodontosaurus o Allosaurus, che avevano un cervello simile, per forma e volume, a quello di un coccodrillo. Recenti studi hanno dimostrato che, sebbene il cervello di Archaeopteryx era più complesso di quello dei teropodi più primitivi, aveva un volume più simile a quello riscontrato nei maniraptora, ciò indica che le capacità neurologiche richieste per il volo era già un tratto distintivo nel clado dei maniraptora.
Archaeopteryx continua a svolgere un ruolo molto importante nel dibattito scientifico sull'origine e l'evoluzione degli uccelli. Alcuni scienziati lo vedono come un animale semi-arboricolo, seguendo l'ipotesi che gli uccelli si siano evoluti da animali arboricoli in grado di planare da un albero all'altro (la teoria "trees down" per l'evoluzione del volo proposta da OC Marsh). Altri scienziati vedono Archaeopteryx come un corridore capace di correre velocemente, sostenendo l'idea che gli uccelli si siano evoluti correndo velocemente e sbattendo le ali fino ad arrivare al volo battuto (la teoria "ground up" per l'evoluzione del volo proposta da Samuel Wendell Williston). Altri ancora suggeriscono che Archaeopteryx sia stato a suo agio sia sugli alberi sia terra, come i moderni corvi; quest'ultima teoria è considerata come la più probabile e la più supportata da caratteri morfologici. Complessivamente, sembra che Archaeopteryx non fosse particolarmente specializzato nel camminare a terra o appollaiarsi sugli alberi. Una nuova teoria ideata da Elzanowski, nel 2002, suggerisce che Archaeopteryx utilizzasse le sue ali principalmente per sfuggire ai predatori e in alternativa, per coprire distanze più lunghe planando da posizioni elevate come scogliere o cime degli alberi.

### Crescita

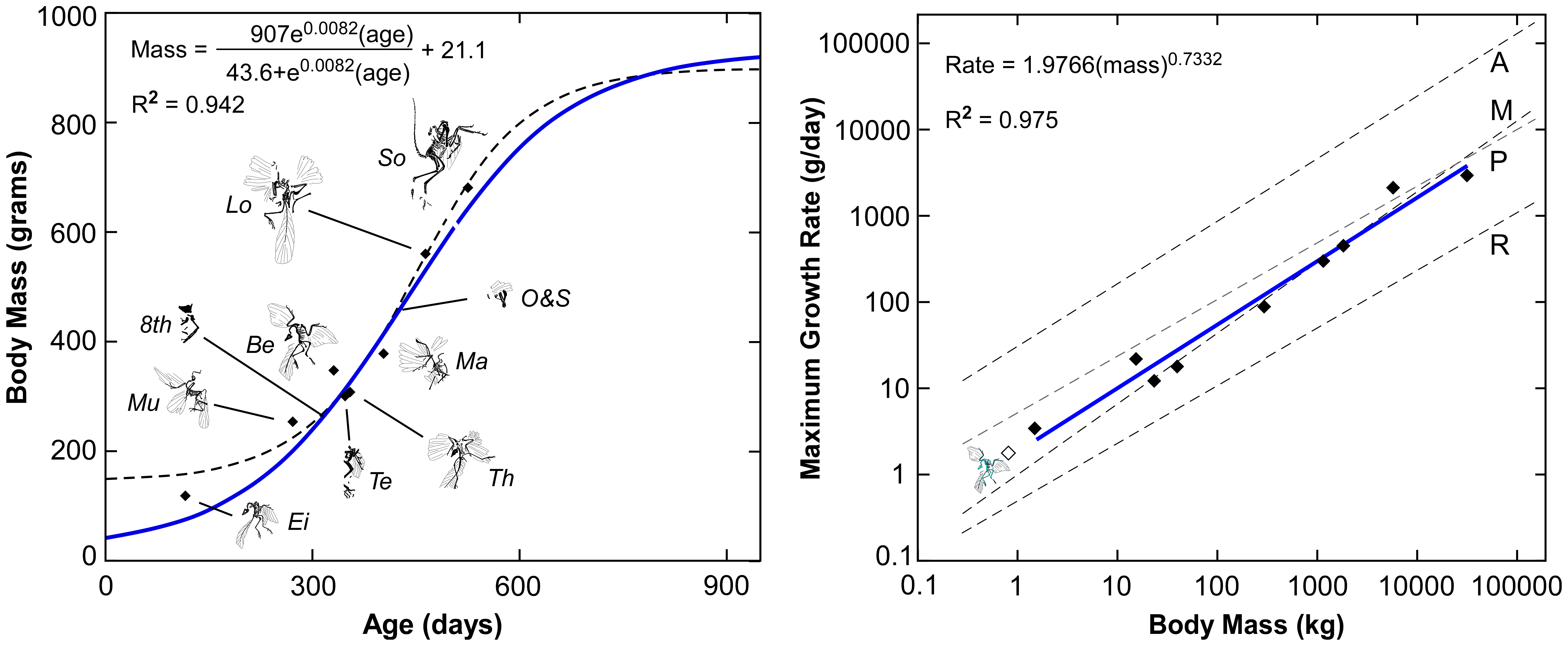
Grafico sulla crescita di Archaeopteryx rispetto agli uccelli attuali.

Uno studio istologico da parte di Erickson, Norell, Zhongue, nel 2009, ha stimato che Archaeopteryx cresceva in modo relativamente lento rispetto ai moderni uccelli, probabilmente perché le strutture ossee periferiche del corpo erano poco vascolarizzate; nei vertebrati viventi le ossa poco vascolarizzate sono correlate alla lentezza del tasso di crescita. Bisogna inoltre specificare che tutti gli esemplari ritrovati sono animali giovani. Poiché le ossa di Archaeopteryx non potevano essere istologicamente sezionate per verificare il loro anello di crescita, Erickson e colleghi hanno utilizzato la porosità dell'osso per stimare il tasso di crescita dell'animale. Si presume che l'osso poco vascolarizzato cresce a tassi simili in tutti gli uccelli, tra cui Archaeopteryx. L'osso poco vascolarizzato di Archaeopteryx potrebbe essere cresciuto lento come quello di un germano reale (2,5 micrometri al giorno) o veloce come quello di uno struzzo (4,2 micrometri al giorno). Usando questa gamma di tassi di crescita ossea, si è calcolato che il tempo di raggiungimento dell'età adulta, per un Archaeopteryx, sarebbe di almeno 970 giorni (ossia 375 giorni in un anno Giurassico). Lo studio ha anche scoperto che anche altri uccelli preistorici come  Jeholornis e Sapeornis crescevano lentamente, così come il dromaeosauride Mahakala. Al contrario uccelli più evoluti come  Confuciusornis e  Ichthyornis crescevano in tempi relativamente brevi, in modo simile agli uccelli moderni. Uno dei pochi uccelli moderni che presenta una crescita lenta è il kiwi un uccello terricolo della Nuova Zelanda, gli studiosi hanno quindi ipotizzato che anche Archaeopteryx come il kiwi avesse un metabolismo basale.

### Stile di vita
Dal confronto degli anelli sclerali di Archaeopteryx con quelli di uccelli e rettili moderni, si pensa che Archaeopteryx avesse uno stile di vita diurno, similmente a quello della maggior parte degli uccelli attuali.

## Paleoecologia

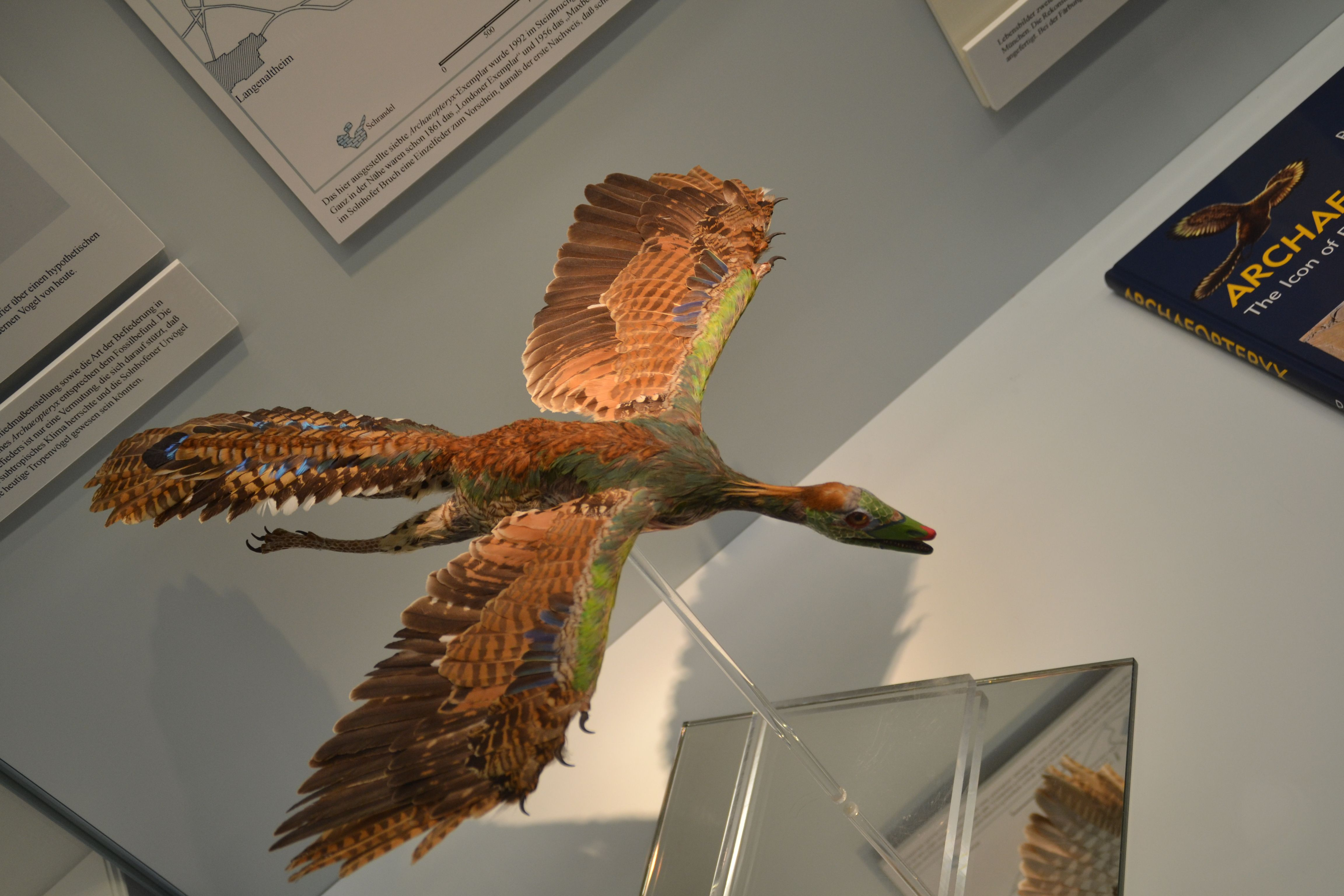
Ricostruzione museale d'un archeotterige in cui è evidenziata la presenza di artigli sulle ali

Tutti i fossili di Archaeopteryx ritrovati sono stati portati alla luce dai calcari di Solnhofen, che ha preservato perfettamente i corpi lasciando anche le impressioni delle piume. Tuttavia la Solnhofen di allora era molto diversa da quella che conosciamo oggi. La latitudine era simile a quella dell'odierna Florida, anche se il clima era probabilmente più secco, come evidenziato dai fossili di piante con adattamenti per condizioni aride e mancanza di sedimenti terrestri caratteristiche dei fiumi. Le piante fossili ritrovate, anche se rare, includono cicadi e conifere mentre gli animali ritrovati comprendono un gran numero di insetti, piccole lucertole, pterosauri e Compsognathus.
L'eccellente stato di conservazione dei fossili di Archaeopteryx e di altri animali fossili terrestri ritrovati a Solnhofen indica che le carcasse degli animali non devono aver viaggiato molto prima di depositarsi in quelli che poi diventeranno calcari. Gli esemplari ritrovati di archeotterige devono aver vissuto nelle isole che circondavano la laguna Solnhofen in quanto è improbabile pensare che siano stati trascinati lì dalla corrente. Gli scheletri fossili di Archaeopteryx sono stati ritrovati in minor numero rispetto ai fossili di pterosauri, di cui sono ritrovati ben sette generi diversi. Tra gli pterosauri scoperti figura soprattutto il ben noto Rhamphorhynchus appartenente alla famiglia dei Rhamphorhynchidae, il gruppo che dominò la nicchia ecologica oggi occupata dagli uccelli marini, e che si estinse alla fine del Giurassico. Gli pterosauri scoperti a Solnhofen, che comprendevano anche l'evoluto Pterodactylus, erano abbastanza comuni il che fa pensare che questi animali vivessero nelle lagune invece di effettuare migrazioni nella zona.
Le isole che circondavano la laguna di Solnhofen erano caratterizzata da un basso fondale marino, con un clima semi-arido e subtropicale con stagioni secche durature e piogge limitate che spesso si trasformavano in tempeste marine. L'analogo moderno di tale habitat è il Bacino Orca, situato nel nord del Golfo del Messico, anche se il mare è molto più profondo di quello della laguna di Solnhofen. La flora di queste isole si era perfettamente adattata alle condizioni climatiche dell'epoca e consisteva principalmente da arbusti che potevano raggiungere anche i tre metri d'altezza.
È difficile ricostruire lo stile di vita dell'archeotterige a causa delle diverse teorie che lo riguardano. Alcuni ricercatori pensano che l'animale conducesse una vita prettamente terrestre; altri invece suggeriscono uno stile di prevalentemente arboreo. Tuttavia l'assenza di grandi alberi nell'habitat di Archaeopteryx non esclude completamente la possibilità di uno stile di vita arboreo, in quanto Archaeopteryx poteva vivere tra i bassi cespugli come fanno molte specie di uccelli. La teoria più accreditata, avvalorata anche da evidenti adattamenti morfologici, è quella secondo cui Archaeopteryx poteva vivere sia a terra sia arrampicarsi e trovare rifugio tra i rami degli arbusti, accanto alle rive della laguna. Grazie agli artigli delle mani libere e ai denti presenti nel becco, l'archeotterige probabilmente aveva un'alimentazione onnivora che comprendeva sia vegetali sia piccoli animali come insetti, lucertole e forse anche pesci.

## Controversie
La comunità scientifica è concorde nel ritenere Archaeopteryx una forma transizionale tra i dinosauri e gli uccelli. Ciò nonostante si sono levate alcune polemiche, in parte da gruppi religiosi o antievoluzionisti e in parte da alcuni paleontologi ed ornitologi, queste ultime manifestate soprattutto negli anni settanta ed ottanta. Una delle critiche che più comunemente viene opposta riguarda le penne, che si presenterebbero già perfettamente adatte al volo e, quindi, dimostrerebbero che la specie era già "un uccello" e non un "anello di congiunzione". Questa conformazione delle penne, associata alla struttura fondamentalmente rettiliana dello scheletro, pare invece perfettamente in accordo con l'ipotesi della forma transizionale.

## Nella cultura di massa
Prima che tra gli anni '90 e i 2000 venisse confermata la teoria che i dinosauri possedevano un piumaggio, l'Archaeopteryx rappresentava per tutti l'immagine del dinosauro piumato per eccellenza, soprannominato "il più antico uccello preistorico", visto che pareva essere l'unico munitovi, il che lo ha reso particolarmente riconoscibile e lo ha diversificato dal resto dei dinosauri. Con la teoria che tutti dinosauri possedevano un piumaggio l'Archaeopteryx si è poco diversificato e l'attenzione per "il dinosauri piumato per eccellenza" è passata all'assai noto Velociraptor il quale è diventato più noto con il suo aspetto reale che con quello ormai tanto iconico visto nel franchise di Jurassic Park. L'Archaeopteryx inoltre non è per molto tempo mai apparso in quasi nessun media, il che con il tempo gli ha fatto perdere fama nel mondo dei dinosauri, tuttavia la sua immagine era diventata particolarmente nota, ed era un soggetto molto comune in alcune illustrazioni e film degli anni '80-'90. Un asteroide della fascia principale, scoperto nel 1991 e classificato 9860 Archaeopteryx, è stato chiamato così in onore dell'animale.